# Microrégion d'Ourinhos
La microrégion d'Ourinhos est l'une des deux microrégions qui subdivisent la mésorégion d'Assis de l'État de São Paulo au Brésil.
Elle comporte 18 municipalités qui regroupaient 294 902 habitants en 2006 pour une superficie totale de 5 568 km².

## Municipalités[1]
- Bernardino de Campos
- Canitar
- Chavantes
- Espírito Santo do Turvo
- Fartura
- Ipaussu
- Manduri
- Óleo
- Ourinhos
- Piraju
- Ribeirão do Sul
- Salto Grande
- Santa Cruz do Rio Pardo
- São Pedro do Turvo
- Sarutaiá
- Taguaí
- Tejupá
- Timburi